# Fred Royers
Né le 15 mars 1955, Fred Royers est un karatéka et kickboxeur néerlandais.
Champion de karaté à l'origine, Fred Royers a touché à tous les types de boxe, de la boxe anglaise à la boxe française en passant par le full-contact et le kick-boxing. Il a rassemblé son expérience dans un ouvrage très complet sur le kick-boxing.
Il était considéré comme un combattant exceptionnel en Europe dans les années 1980 mais aussi en Asie et aux États-Unis.
Il a été responsable de la WKA pour l'Europe dans les années 1990.

## Palmarès

### Karaté
- Neuf fois champion de karaté des Pays-Bas.
- 1977 :  Médaille d'or en kumite par équipe aux championnats du monde de karaté 1977 à Tokyo, au Japon.
- 1978 :  Médaille d'or aux championnats d'Europe à Genève, en Suisse.
- 1979 :  Médaille d'or aux championnats d'Europe à Helsinki, en Finlande.
- 1980 :  Médaille de bronze en kumite masculin individuel - 75 kg aux championnats du monde de karaté 1980 à Madrid, en Espagne.
- 1982 :  Médaille de bronze en kumite masculin individuel - 75 kg aux championnats du monde de karaté 1982 à Taipei, à Taïwan.

### Boxe
- 1982 :  Médaille d'or aux championnats d'Europe de boxe française.
- 1985 :  Médaille d'or aux championnats du monde de kick-boxing.